# Световни трио титли на AEW
Световните трио титли на AEW са отборни кеч титли на американската федерация All Elite Wrestling. Това са специални отборни титли за отбори от по трима кечисти, наричани трио. Създадени са на 27 юли 2022 г., а първи шампиони са Елитът (Кени Омега и Йънг Бъкс).

## История
На 27 юли 2022 г. специален епизод на Dynamite, озаглавен Fight for the Fallen, All Elite Wrestling (AEW) обявява турнир за Световни трио титли на AEW, който ще завърши на All Out pay-per-view на 4 септември 2022 г. За разлика от Световните отборни титли на AEW, които са стандартни отборни титли, за трио титлите се състезават отбори от трима кечисти, наричани трио. На All Out, Елитът (Кени Омега и Йънг Бъкс) побеждават Адам Пейдж и Тъмният ред (Алекс Рейнолдс и Джон Силвър) във финала на турнира, за да станат първи шампиони.
След унизителни коментари, направени от Световния шампион на AEW СМ Пънк на All Out след шоуто на пресконференция на 5 септември, възниква реална физическа свада между Пънк и Елитът. В резултат на това, президентът на AEW Тони Хан отстранява всички замесени. В епизода на Dynamite от 7 септември Хан обявява, че и Световната титла, и по трио са вакантни. След това Хан обявява, че планираният за епизода отборен мач от шест човека между Триъгълника на смъртта (Пак, Пента Ел Зеро и Рей Финикс) и Най-добри приятели (Чък Тейлър, Трент Берета и Ориндж Касиди) ще бъде за вакантните трио титли, които са спечелени от Триъгълника на смъртта.

## Дизайн
Стандартните колани на Световните трио титли на AEW са направени от Рон Едуардсен от Red Leather Belts. Те имат пет златни плочи върху черни кожени колани. Кръглата централна плоча има син глобус в центъра с надпис „TRIOS“ по целия глобус в черно със златен контур. Над земното кълбо има черен банер, на който пише "WORLD" в златисто, докато черен банер под земното кълбо е с "CHAMPION" в златисто. В горната част на плочата е логото на AEW, докато филигранът запълва останалата част. От двете страни на централната плоча има по две странични. Вътрешните странични показват двама кечисти, изпълняващи едновременни супер ритници на друг кечист.